# Řád Fénixe
Řád Fénixe (řecky: Τάγμα του Φοίνικος) je řecký řád založený roku 1926. Udílen je občanům Řecka i cizím státním příslušníkům za mimořádné úspěchy ve veřejném životě či za posílení mezinárodní prestiže Řecka.

## Historie
Řád byl založen republikánskou vládou dne 13. května 1926 v době existence Druhé Helénské republiky. V systému vyznamenání nahradil dřívější Řád Jiřího I., který byl pro svou spjatost s řeckou monarchií zrušen. Řád Fénixe byl zachován i po roce 1935, kdy bylo monarchistické zřízení obnoveno. V roce 1941 byla k řádu přidána vojenská divize.
Když v červnu 1973 vojenský režim vládnoucí v Řecku monarchii zrušil, byly zákonem č. 179 ze dne 23. září 1973 zrušeny i dva řády nejtěsněji s ní spojené, a to Řád Jiřího I. a Řád dobročinnosti. Řád Fénixe však zůstal zachován.

## Pravidla udílení
Po svém založení mohl být řád udílen jak cizincům, tak občanům Řecka. Změna ústavy v roce 1927 však zakázala udílení řádů řeckým občanům, proto až do roku 1935, kdy byla obnovena monarchie, byl udílen výhradně cizincům. Monarchistický režim obnovil udílení řádu i občanům Řecka, kteří jím mohli být oceněni za civilní či vojenské zásluhy. V roce 1941 byla nově zavedena vojenská divize udílená za odvahu ve válce.
Po vzniku třetí republiky je řád řeckou vládou udílen občanům Řecka za vynikající úspěchy na poli umění, literatury, vědy, veřejné správy, obchodu, lodní dopravy a průmyslu. Udílen je i cizím státním příslušníkům za posilování mezinárodní prestiže Řecka. Příslušníkům ozbrojených sil, policie, pobřežní stráže či hasičského sboru je běžně udílena civilní verze řádu.

## Insignie
Řádový odznak má tvar bíle smaltovaného zlatě lemované kříže. V případě páté třídy je lemování stříbrné. Uprostřed je zlatý fénix symbolizující obrodu řeckého národa. Nad fénixem je drobná pěticípá hvězdička s jedním cípem směřujícím vzhůru. V původní verzi odznaku udíleném v období druhé republiky v letech 1926 až 1935 byly na ramenou kříže byzantské unciály E • T • T • A zkracující text Εκ της τέφρας μου αναγεννώμαι (ze svého popela jsem znovuzrozen). V období monarchie byla písmena odstraněna a odznak byl převýšen korunou. Na zadní straně byl navíc monogram vládnoucího panovníka. V roce 1975 po pádu monarchie byla koruna odstraněna a na zadní straně byl monogram nahrazen řeckým státním znakem obklopeným slovy v řeckém písmu ΕΛΛΗΝΙΚΗ ΔΗΜΟΚΡΑΤΙΑ (Helénská republika).
Stříbrná osmicípá řádová hvězda má jednotlivé cípy složené z různě dlouhých paprsků. Uprostřed hvězdy je položen fénix, nad nímž se v dobách monarchie navíc nacházela koruna.
Řádová stuha je oranžová s černými okraji.

Ve vojenské divizi jsou insignie doplněny zkříženými meči.

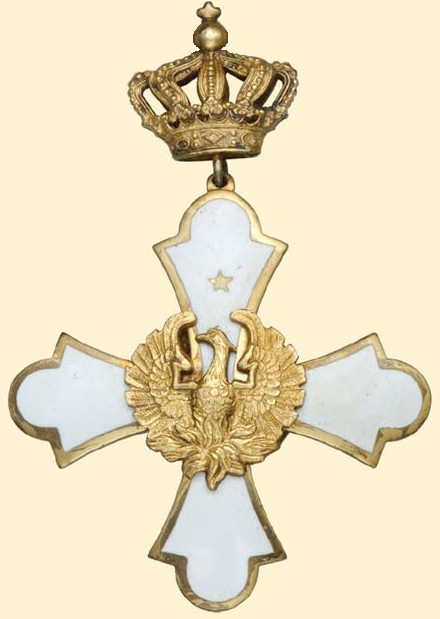
Řádový odznak z doby království
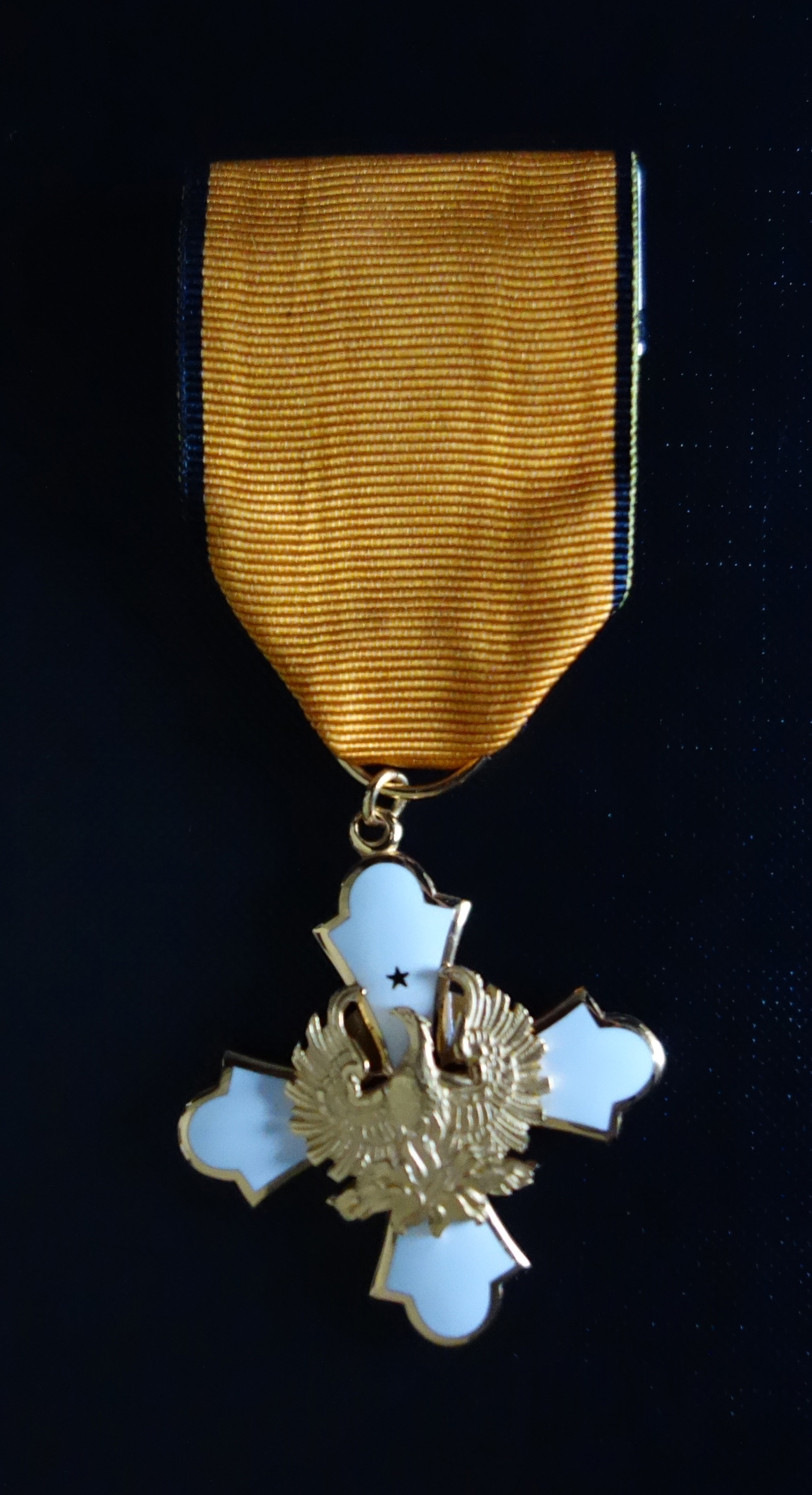
Řád IV. třídy z doby republiky, přední strana
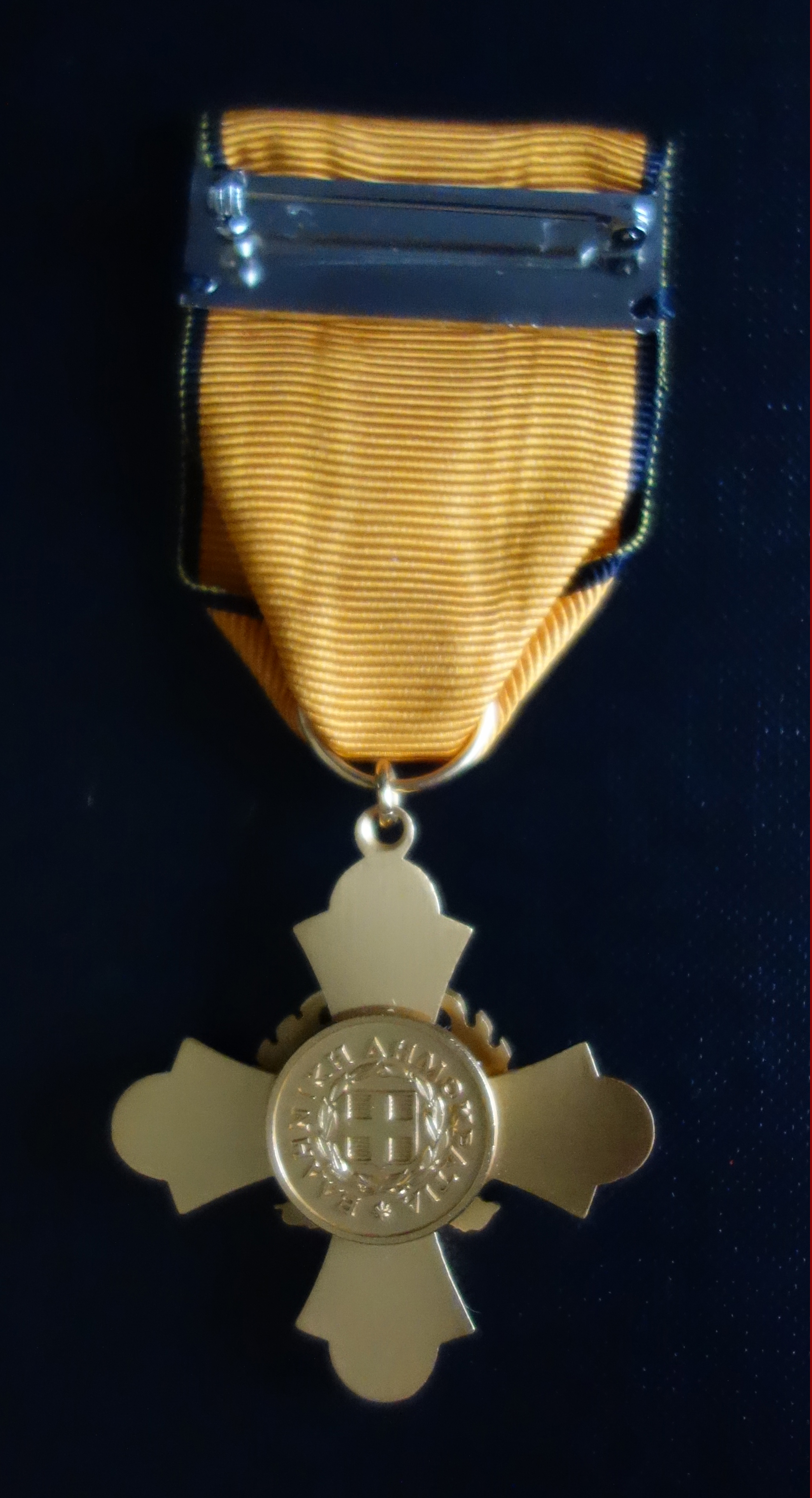
Řád IV. třídy z doby republiky, zadní strana
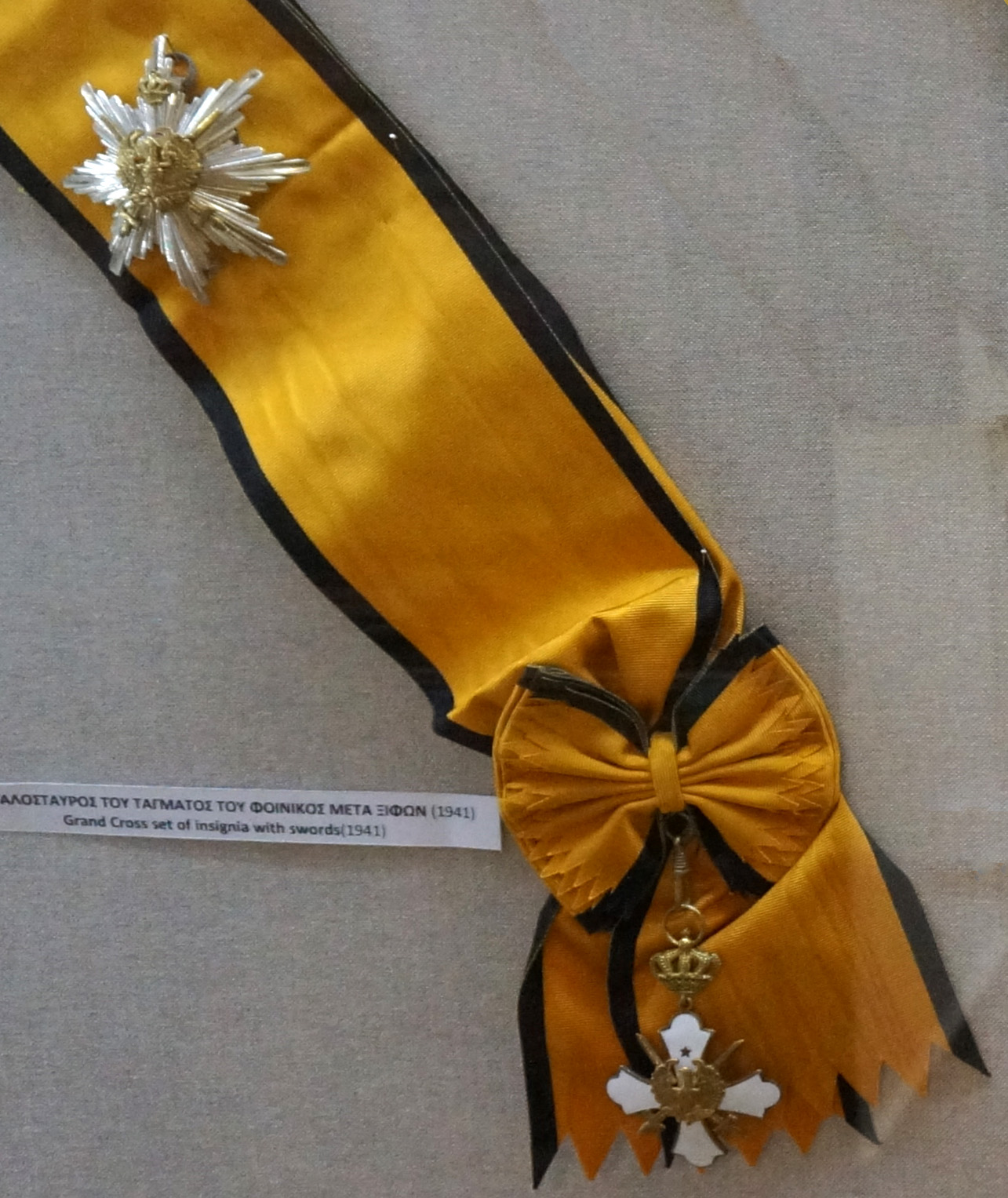
Velkokříž z dob království

## Třídy
Řád je udílen v pěti řádných třídách:
- velkokříž (Μεγαλόσταυρος) – Řádový odznak se nosí na široké stuze spadající z pravého ramene na protilehlý bok. Řádová hvězda se nosí nalevo na hrudi.
- velkokomtur (Ανώτερος Ταξιάρχης) – Řádový odznak se nosí na stuze kolem krku. Řádová hvězda se nosí napravo na hrudi.
- komtur (Ταξιάρχης) – Řádový odznak se nosí na stuze kolem krku. Řádová hvězda této třídě již nenáleží.
- zlatý kříž (Χρυσός Σταυρός) – Řádový odznak se nosí zavěšený na stužce nalevo na hrudi.
- stříbrný kříž (Αργυρός Σταυρός) – Řádový odznak se nosí zavěšený na stužce nalevo na hrudi.

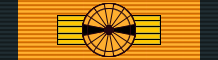
velkokříž
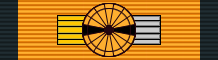
velkokomtur
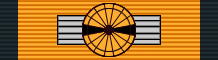
komtur
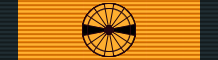
zlatý kříž
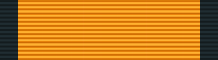
stříbrný kříž